# Technomyrmex lisae
Technomyrmex lisae é uma espécie de formiga do gênero Technomyrmex.